# Chen Guangcheng
Chen Guangcheng, född den 12 november 1971, är en kinesisk aktivist som arbetar för mänskliga rättigheter. Han blev tidigt blind och var analfabet fram till 1994, men har därefter bedrivit självstudier inom juridik. Ofta beskrivs han som en "barfotaadvokat" (jämför barfotaläkare) som arbetar för kvinnors och fattigas rättigheter.
Chen Guangcheng blev internationellt känd 2005 efter att ha organiserat en grupptalan mot staden Linyi i Shandong-provinsen för att enbarnspolitiken genomdrivits alltför hårt. Detta ledde till att Chen placerades i husarrest från september 2005 till mars 2006. Han åtalades därefter formellt och dömdes i augusti 2006 till fängelse i fyra år och tre månader. I september 2010 blev han fri men placerades återigen i husarrest.
Den 22 april 2012 tog Chen sin tillflykt till USA:s ambassad i Beijing, vilket ledde till en diplomatisk kris mellan de båda länderna. Under 2012 adopterade Amnesty International honom som politisk fånge. Efter att en uppgörelse träffats mellan USA och Kina kunde Chen, hans fru och hans två barn den 19 maj 2012 lämna Beijing och flyga till New York. Kinesiska säkerhetstjänsten har dock utövat påtryckningar mot hans släktingar i syfte att tysta honom. Bland annat har en av hans bröder misshandlats svårt och en brorson fängslats. 